# کواختیوگا
کواختیوگا (به لاتین: Kvakhtyuga) یک منطقهٔ مسکونی در روسیه است که در استان آرخانگلسک واقع شده‌است.